# Rec de Rigat
El Rec de Rigat és un curs d'aigua dels termes de Naüja, Oceja i la Guingueta d'Ix, a l'Alta Cerdanya, de la Catalunya del Nord.
Es forma al límit meridional del terme de Naüja, a ponent del Botàs, des d'on s'adreça, fent diverses giragonses, cap al nord-oest. Al cap d'un tram rep per la dreta el Rec del Botàs, mentre es va acostant a l'extrem sud-oest del nucli urbà de Naüja. Rep de seguida per la dreta el Rec de la Font, i aviat entre en el terme d'Oceja, després de fer de termenal entre els dos termes comunals un breu tram, al nord del Serrat de la Mola.
Ja en terme d'Oceja, ben decantat cap al nord-oest, passa a ponent del Solà de Rigat i a llevant de la Guardiola, en un curs entre prats emmarcats per rengleres d'arbres. Poc després entra en el terme de la Guingueta d'Ix pel seu extrem sud-oriental, i al cap de poc s'aboca en el Rec de Nèrvols.